# 11-cis-レチニルパルミチン酸ヒドロラーゼ
11-cis-レチニルパルミチン酸ヒドロラーゼ(11-cis-retinyl-palmitate hydrolase、EC 3.1.1.63)は、以下の化学反応を触媒する酵素である。
11-cis-レチニルパルミチン酸 + 水{\displaystyle \rightleftharpoons }11-cis-レチノール + パルミチン酸
従って、基質は11-cis-レチニルパルミチン酸と水の2つ、生成物は11-cis-レチノールとパルミチン酸の2つである。
この酵素は加水分解酵素に分類され、特にエステル結合に作用する。系統名は、11-cis-レチニルパルミチン酸アセチルヒドロラーゼ(11-cis-retinyl-palmitate acylhydrolase)である。レチノールの代謝に関与している。少なくとも1つのエフェクターとして胆汁酸を必要とする。